# 拉斯坦大桥
拉斯坦大桥（阿拉伯语：جسر_الرستن）是叙利亚霍姆斯省拉斯坦區拉斯坦的一座跨奥龙特斯河桥梁，承载叙利亚M5公路，1971年始建，1973年完工。